# Geschiedenis van Taiwan
De geschiedenis van Taiwan beschrijft de menselijke aanwezigheid op het eiland Taiwan door de eeuwen heen. De ligging is daarbij zeer bepalend geweest. Het is ten eerste een eiland, wat maakt dat het tegelijk afgezonderd ligt (verschillende malen in de geschiedenis zullen heersers er zich terugtrekken) en zeer bereikbaar is (onder andere voor handelaars). Ten tweede ligt het vlak bij China en Japan. Deze twee landen hebben een belangrijke rol gespeeld in de geschiedenis van Taiwan.

## De vroegste geschiedenis
Over de vroegste bewoning vindt men verschillende theorieën. Een theorie stelt dat er reeds 30.000 jaar voor onze tijdrekening menselijke activiteit was op Taiwan. Een andere theorie stelt 10.000 jaar voor onze tijdrekening. Over de precieze herkomst van deze mensen is weinig bekend. Wel weet men dat er verschillende culturen waren op het eiland. Dit kan men afleiden uit het feit dat er duidelijk te onderscheiden overblijfselen van kunst zijn op het eiland.
Sommige onderzoekers stellen ook dat een deel van deze inheemse volken van Taiwan op een gegeven moment richting Japan getrokken is. Deze mensen vestigden zich in de laagvlakten aan de westkant van het eiland. Oude Chinese teksten verwijzen naar het eiland met de naam ‘Land van Yang Chou’. Heden ten dage verdeelt men deze originele bevolking in negen stammen: de Ayatal, Tsou, Bunun, Saisiyat, Yami, Rukai, Ami, Paiwan en Puyuma.

## Chinese immigranten
Er is altijd contact geweest tussen Taiwan en de omliggende gebieden, maar vooral met China. Wanneer er aan het begin van de 15de eeuw (sommige historici situeren dit 200 jaar eerder) hongersnoden zijn in de Chinese provincie Fukien komen er echter systematisch immigranten toe op het eiland. De oorspronkelijke bevolking van het eiland moet plaats ruimen en valt uiteen in twee groepen. Ten eerste zij die zich gaan vestigen op de vruchtbare vlakten van centraal en Zuidwest Taiwan en ten tweede zij die zich in de bergen gaan vestigen.
In de daaropvolgende eeuwen kwamen er steeds meer Chinezen naar Taiwan. Er kwam ook een nieuwe etnische groep immigranten bij, namelijk de Hakka. Zij kwamen oorspronkelijk uit Noord–China maar werden in China al eeuwen vervolgd.

## Europeanen in Zuidoost-Azië

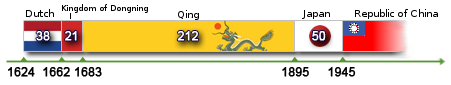
38 jaar Nederlands, 21 jaar onder Koxinga-monarchie, 212 jaar Mantsjoe, 50 jaar Japans en sinds 1945 Chinees

Het zijn de Portugezen die nadat ze op de Chinese zuidkust zijn terechtgekomen (Macau) Taiwan in het oog krijgen. De Portugezen noemen het Ilha Formosa, wat zoveel betekent als 'prachtig eiland'. De Portugezen bezetten het eiland echter niet.
De Nederlandse Vereenigde Oostindische Compagnie zal vanaf het begin van de 17de eeuw een aantal pogingen ondernemen om grip te krijgen op Taiwan, dit met het oog op handel met Japan. In 1622 vestigden ze zich in de baai van Tainan. De oorspronkelijke bewoners noemen het gebied Pakan, op sommige oude kaarten wordt het hele eiland Pakan genoemd. Spaanse handelaars zagen dat dit een lucratieve zet was voor de VOC en probeerden zelf ook vestiging op te richten aan de kust. De Spaanse aanwezigheid op Taiwan was echter van korte duur aangezien hun vloot getroffen werd door enkele catastrofes en de forten door de VOC werden veroverd.

## Chinese overheersing
In 1662 verdreef Koxinga de VOC en stichtte in het gebied een eigen koninkrijk Tungning. Koxinga overleed in hetzelfde jaar van de verovering en werd opgevolgd door zijn zoon Zheng Jing. Deze leverde ook goederen aan de legerleiders op het vasteland tijdens hun opstand van de Drie Leengoederen en voerde zelf in 1676 een invasie uit in Fujian waar hij een aantal steden aan de kust bezette. Die werden in 1677 door de Mantsjoes veroverd. In 1678 voerde Zheng Jing een tweede invasie van Fujian uit en bezette met een troepenmacht van 30.000 man steden als Xiamen en eilandengroepen als Quemoy. In 1680 werd hij gedwongen die weer te ontruimen. Zheng Jing overleed in 1681 waarna zijn zoon Zheng Keshuang zich overgaf aan de Mantsjoes. Taiwan werd daarmee een deel van het rijk van de Qing-dynastie.

## Japanse heerschappij (1895-1945)
Door de laksheid van de Chinese regering was Taiwan in de 19de eeuw een plaats van geweld en wetteloosheid. In 1874 werd een Japanse strafexpeditie naar het eiland georganiseerd. De aanleiding was de onthoofding van 54 vissers door de lokale bevolking waarvoor Japan genoegdoening eiste. In 1894 brak de Eerste Chinees-Japanse Oorlog uit in verband met de inval van Japan in Korea. In 1895 moest China het vernederende verdrag van Shimonoseki aanvaarden. Dit hield in dat China Taiwan en nog een aantal kleinere eilanden moest afstaan aan Japan. Taiwan deed een poging om zelf een bestuur op te zetten maar dat liep mis en Taiwan bleef tot aan het einde van de Tweede Wereldoorlog onder de heerschappij van Japan.

## Na de Tweede Wereldoorlog

### 1945-1949
Tot het eind van de Tweede Wereldoorlog in 1945 bleef Taiwan Japans, maar daarna kwam Taiwan wederom in Chinese handen. Aanvankelijk was dit met China als toezichthouder en vanaf 1948 door de totstandkoming van het vredesverdrag met Japan ook officieel. De retro-cessie zoals de Chinezen het graag noemden, werd niet al te lang toegejuicht door de Taiwanezen, die onder Japans regime een aparte status en een goed georganiseerde overheid en economie hadden gekend. De corruptie en het wanordelijke gedrag van de eerste gouverneur van China Chen Yi en diens militaire manschappen droegen dan ook niet bij aan het enthousiasme voor het vertrek van de Japanners. In de ogen van de Chinezen waren de Taiwanezen collaborateurs, terwijl omgekeerd de Taiwanezen walgden van de slechte manieren en organisatie van de Chinezen die gewoon weer een andere maar minder 'beschaafde' kolonisator vormden. Reeds in februari 1947, nog voordat het vredesverdrag met Japan was opgesteld, ging het dan ook al verkeerd. Een Taiwanese sigarettenverkoopster die zich kennelijk had onttrokken aan het monopolie van de gouverneur en zijn 'gevolg' verzette zich tegen de inbeslagname van haar waar en werd vervolgens omgebracht. De daarop ontstane onrust werd met brute kracht neergeslagen. Zo'n 20 duizend burgers kwamen om en het Westen hield zijn adem in. Op 24 maart kopte The New York Times: "Chinese Reds Use Issue of Formosa". Ook de KMT-minister van Defensie haastte zich zijn troepen tot de orde te roepen en de gouverneur te ontslaan uit angst dat de Maoïsten hier hun voordeel mee zouden doen. Deze angst bleek echter ongegrond. Onder de Japanse bezetter waren de Taiwanezen niet minder afkerig van de communisten geworden dan hun kolonisator. Wel werden er pogingen ondernomen om internationaal steun te krijgen voor een internationaal protectoraat naar het voorbeeld van het voormalig Duitse Zuidwest-Afrika als voorloper op onafhankelijkheid. De internationale angst voor het oprukkend communisme liet daar echter geen ruimte voor.

### Kwomintang (1949-2000)
Aan het einde van de Chinese Burgeroorlog in 1949 vluchtten de nationalisten van de Kwomintang (KMT) naar Taiwan, nadat de communisten de burgeroorlog gewonnen hadden. Ze vestigden zich in de hoofdstad Taipei, die zij tot de nieuwe hoofdstad van heel China uitriepen. Onder leiding van generaal Chiang Kai-shek voegden zo'n 800 duizend KMT-militairen en ruim 700 duizend vertegenwoordigers van de KMT-elite zich bij de oorspronkelijke bevolking van 6 miljoen. Deze 'vastelanders' vestigden een harde KMT-dictatuur. De Kwomintang bleef het gezag over het "ondeelbare China", de Republiek China, opeisen. Het nu over het vasteland van China regerende communistische regime eist hetzelfde op onder de naam Volksrepubliek China, maar beide regimes slaagden er niet in Taiwan en het vasteland van China onder één regering en vlag te brengen. Destijds werden hier wel aanvalsplannen toe gesmeed. Toen Taiwan enkele eilandjes vlak voor het vasteland fortificeerde nam China deze onder artillerievuur. Enkele jaren nadien viel China de eilanden opnieuw aan. Dankzij de militaire steun van de Verenigde Staten kon verhinderd worden dat Taiwan onder de voet werd gelopen. De beschietingen over en weer bleven nog jarenlang met een lage intensiteit doorgaan, tot de Verenigde Staten in januari 1979 de Volksrepubliek China erkenden. In april 1979 volgde de Taiwan Relations Act, een Amerikaanse wet die de semi-diplomatieke relaties en tevens de militaire steun aan Taiwan regelt.
Nadat in 1950 de Koreaanse Oorlog was uitgebroken, stationeerden de Verenigde Staten een van hun vloten in de Straat van Taiwan, met als doel de nationalistische regering op het eiland tegen het communistische vasteland te beschermen. Op Taiwan zelf plaatste de VS oorlogsvliegtuigen, zodat het eiland kon dienen als Amerikaanse uitvalsbasis om het Aziatische vasteland te verkennen. De Verenigde Staten droegen er in belangrijke mate aan bij dat de Taiwanese economie uit het slop werd getrokken, door hun eigen markt voor producten uit Taiwan open te stellen. Hierdoor werd de export voor Taiwan dus heel belangrijk. Tussen 1950 en 1965 schonken de VS verder in totaal ongeveer anderhalf miljard dollar. Dit geld werd voornamelijk gebruikt voor het verbeteren van de Taiwanese infrastructuur en het in evenwicht houden van de begroting. Daarnaast boden de VS nog andere vormen van hulp aan Taiwan, zoals het van advies voorzien van de Taiwanese regering.
De KMT-regering voerde een op sinificatie gerichte politiek. Dit ging ten koste van de identiteit van de oorspronkelijke bevolking, zowel aboriginals met een meer Zuidoost-Aziatische etniciteit als eerder gekomen Chinezen en anderen. Tegen de achtergrond van de Koude Oorlog erkenden de Verenigde Staten en andere westerse landen aanvankelijk de Kwomintang-regering als gezaghebber over heel China, maar eind jaren 70 wordt door de meeste landen de communistische regering in Peking erkend, waarbij "kennis werd genomen" van het feit dat deze regering tevens gezag over Taiwan opeist, echter zonder dat gezag te erkennen. Deze diplomatieke situatie blijft tot op de dag van vandaag overeind.
Sinds eind jaren 1980 leek er langzaam en van binnenuit een einde te komen aan de sinificatie van Taiwan. Lee Teng-hui, een "oorspronkelijke" Taiwanees van eenvoudige afkomst, werd president van de Kwomintang-regering. De Taiwanese niet-Chinese identiteit werd gestaag belangrijker en de facto bereikte Taiwan de status van een zelfstandige natie. De aanspraken op de rest van China werden minder sterk gebracht of zelfs volledig van de hand gewezen. De formele afwijzing daarvan vereist echter een grondwetswijziging die voor China zelf onacceptabel is, hetgeen de complexiteit van het probleem nog maar eens onderstreept. Toen Lee ook nog eens een bezoek bracht aan de Verenigde Staten reageerde China fel met grootse militaire oefeningen in de Straat van Taiwan. Onder Lee Teng-hui werd Taiwan een democratie.

### 2000-2016: regimewisselingen (KMT/DDP)
Bij de eerste volledig vrije verkiezingen in 2000 won niet de KMT, maar de oud-dissidente mensenrechtenadvocaat Chen Shui-bian van de Democratische Progressieve Partij (DPP). Onder zijn bewind werd de Taiwanese politiek nog meer gericht op onafhankelijkheid in plaats van op hereniging, en werd de Taiwanese identiteit benadrukt in plaats van de Chinese. Na de tweede democratische verkiezingen van 2008 kwam de Kwomintang opnieuw aan de macht met Ma Ying-jeou als president.
Op 14 januari 2012 werd Ma herkozen. Als president zocht hij toch weer toenadering tot het vasteland van China. Na de presidentsverkiezingen van 2016 werd Ma opgevolgd door Tsai Ing-wen van de DPP. Zij was de eerste vrouwelijke president van Taiwan en stond juist weer een onafhankelijker koers voor.

### Oplopende spanningen (2022)
Begin augustus 2022 werd het eiland bezocht door Nancy Pelosi, de voorzitter van het Amerikaanse Huis van Afgevaardigden. Dit was de hoogste Amerikaanse gezagdrager die Taiwan aandeed in een kwart eeuw. China reageerde met grootschalige militaire oefeningen rondom het eiland.
Na de presidentsverkiezingen van 2024 bleef de DPP aan de macht met Lai Ching-te als nieuwe president.

## Diplomatieke situatie

Taiwan als provincie van de Volksrepubliek China

De Volksrepubliek China blijft echter Taiwan als een opstandige provincie beschouwen, en verklaart herhaaldelijk dat zij met geweld zullen ingrijpen wanneer Taiwan eenzijdig de onafhankelijkheid uitroept. De regering in Peking hoopt Taiwan via het principe van "one country, two systems", zoals dat ook in Hongkong van toepassing is (Hongkong werd in 1997 door het Verenigd Koninkrijk terug aan China overgedragen), weer bij het land te kunnen voegen. In Taiwan bestaat daar echter maar zeer weinig draagvlak voor; de bevolking beschouwt zich grotendeels als "Taiwanees". Intern woedt de discussie vooral tussen voorstanders van formele zelfstandigheidsverklaring en personen die de status quo willen behouden. Het eerste wordt bepleit door de DPP. Het laatste vooral door de KMT.
Taiwan is zich naar alle maatstaven als een onafhankelijk land gaan opstellen en onderhoudt volledige diplomatieke relaties met 19 landen in Afrika, Europa (Vaticaanstad), Noord-Amerika, Oceanië en Zuid-Amerika.2 Reden voor het kleine aantal is dat de Volksrepubliek China alle betrekkingen opschort met een land dat Taiwan/de Republiek China erkent, waardoor het feitelijk onmogelijk is met beide politieke rivalen tegelijk diplomatieke betrekkingen te onderhouden. Door de grote diplomatieke en tegenwoordig ook vooral economische druk onderhoudt geen enkel economisch relevant land (noch G8-landen, noch landen van de Europese Unie) diplomatieke banden met Taiwan; het eiland heeft echter wel met meer dan 140 landen onofficiële relaties. Vertegenwoordigingen ter plekke vallen vaak onder de noemer handelskantoor (trade investment office). In april 2020 veranderde Nederland de naam van The Netherlands Trade and Investment Office in Tapei naar Netherlands Office Taipei. Dit werd door China niet gewaardeerd.
Tot 1971 was China vertegenwoordigd bij de Verenigde Naties door de regering van de Republiek China gezeteld in Taipei. Dit betekende niet alleen dat de regering in Taipei China als lid in de VN vertegenwoordigde, maar ook dat het China's permanente zetel in de Veiligheidsraad mocht innemen en daardoor ook een vetorecht had. Pas in 1971 werd China vertegenwoordigd door de regering van de Volksrepubliek China in Peking.
Geschiedenis van:
Afghanistan · 
Armenië · 
Azerbeidzjan · 
Bahrein · 
Bangladesh · 
Bhutan · 
Brunei · 
Cambodja · 
China · 
Filipijnen · 
Georgië · 
India · 
Indonesië · 
Irak · 
Iran · 
Israël · 
Japan · 
Jemen · 
Jordanië · 
Joodse Autonome Oblast · 
Kazachstan · 
Kirgizië · 
Koeweit · 
Korea (Noord-Korea, Zuid-Korea) · 
Laos · 
Libanon · 
Maldiven · 
Maleisië · 
Mongolië · 
Myanmar · 
Nepal · 
Oezbekistan · 
Oman · 
Oost-Timor · 
Pakistan · 
Palestina · 
Qatar · 
Rusland ·  
Saoedi-Arabië · 
Siberië · 
Singapore · 
Sri Lanka · 
Syrië · 
Tadzjikistan · 
Taiwan · 
Thailand · 
Tibet · 
Toeva · 
Turkije · 
Turkmenistan · 
Verenigde Arabische Emiraten · 
Vietnam · 
Xinjiang
Midden-Oosten · Centraal-Azië · Zuid-Azië